# Copa Julio Roca 1976
Copa Julio Roca 1976 – turniej towarzyski o puchar Julio Roca odbył się po raz jedenasty (zarazem ostatni) w 1976 roku. W turnieju uczestniczyły zespoły: Brazylii i Argentyny. Mecze rozgrywane były w ramach turnieju Copa del Atlantico 1976.

## Mecze
| 27 lutego Buenos Aires |  | Argentyna | 1 | - | 2 | Brazylia |

| 19 maja Rio de Janeiro |  | Brazylia | 2 | - | 0 | Argentyna |

## Końcowa tabela
| M | Reprezentacja | L.m. | Zw. | Rem. | Por. | Bramki | R.br. | Pkt |
| 1 | Brazylia      | 2    | 2   | 0    | 0    | 4:1    | +3    | 4   |
| 2 | Argentyna     | 2    | 0   | 0    | 2    | 1:4    | -3    | 0   |

Triumfatorem turnieju Copa Julio Roca 1976 został zespół Brazylii.